# Ludolph Schrader

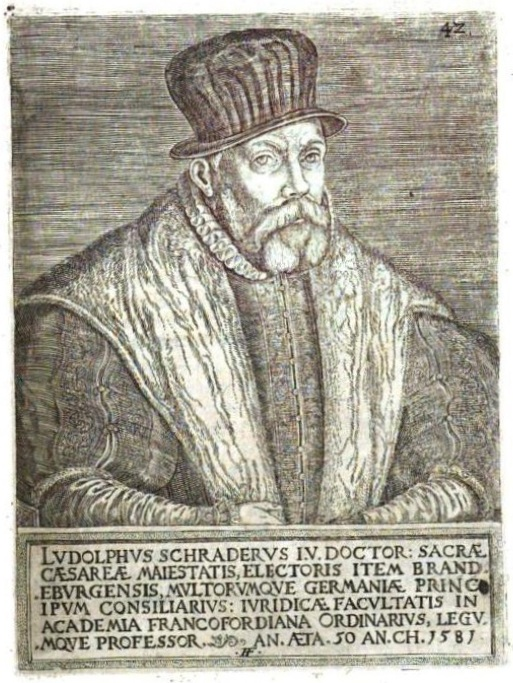
Bildnis Ludolph Schrader nach Martin Friedrich Seidels Bilder-Sammlung

Ludolph Schrader (* 1531 in Braunschweig; † 8. Juli 1589 ebenda) war ein deutscher Jurist, Professor und Rektor der Brandenburgischen Universität Frankfurt. Verheiratet war er ab 1566 mit Catharina Gastmeister.

## Leben
Mit seinem Bruder Autor studierte er 1545 in Wittenberg, 1547 in Leipzig und 1553 in Bologna, wo er zum Dr. jur. promovierte, die Rechte. Ab 1553 hielt er an der Universität Wittenberg Vorlesungen und wurde 1558  ordentlicher Professor der Rechte an der Brandenburgischen Universität Frankfurt, an der er bis 1584 lehrte. 1559 und 1568 sowie ab 1579 war er Rektor dieser Universität.
Als Rechtsberater und Rechtsbeistand der Kaiser Maximilian II. und Rudolf II., ferner der Kurfürsten von Brandenburg, zahlreicher anderer Fürsten sowie etlicher bedeutender Adelsfamilien hatte er politischen Einfluss und wurde zu einem berühmten Juristen seiner Zeit. Er avancierte zum Kaiserlichen, Brandenburgischen und Braunschweig-Lüneburgischen Rat und wurde vom Kaiser in den Ritterstand erhoben.
1585 kehrte er nach Braunschweig zurück und stiftete 1589 das Dr. Ludolph Schradersche Familienstipendium zu Braunschweig. Begraben ist er in der Katharinenkirche seiner Vaterstadt Braunschweig, wo sich noch seine Grabstätte mit Bildnis und ein Epitaph mit Kreuzigungsrelief und den knienden Gestalten des Professors und seiner Gattin Catharina geb. Gastmeister von Georg Roettger sowie ein von ihm gestifteter Abendmahlskelch mit Emaillewappen befinden. Seine Frau starb am 24. August 1591.

## Werke

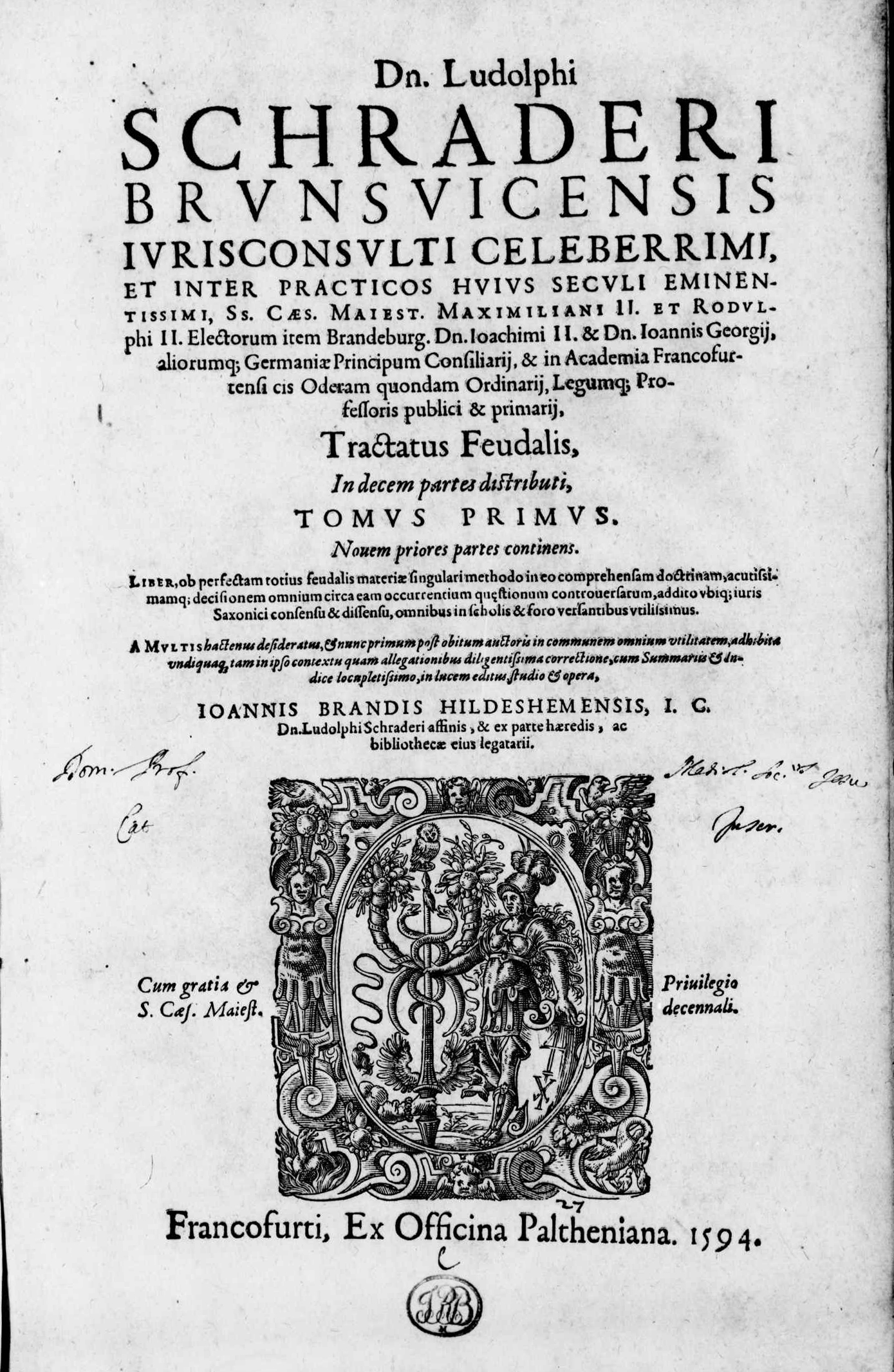
Tractatus feudalis, 1594

- Tractatus feudalis. 2 Bande Auflage. Zacharias Palthenius, Frankfurt am Main 1594 (Latein, beic.it).